# Retinaculum flexorum

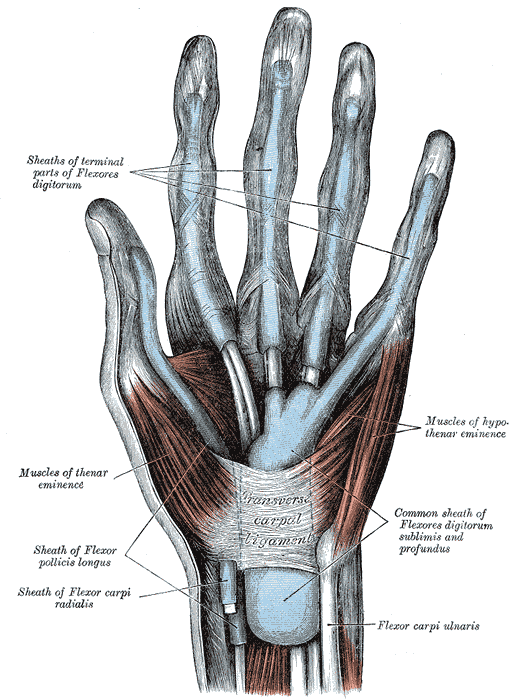
Die Sehnenscheiden und Beugesehnen des Handgelenkes beim Menschen. Der Verlauf des Nervus medianus unter dem Retinaculum flexorum ist nicht dargestellt.

Das Retinaculum flexorum (von lateinisch retinaculum ‚Band‘, ‚Zügel‘ und flexor ‚Beuger‘) ist ein hand- oder fußflächenseitig (volar) in Höhe der Hand- oder Fußwurzelknochen quer verlaufendes, derbes Band. Das Retinaculum flexorum ist anatomisch jedoch kein selbständiges Band, sondern eine Verstärkung der Faszie.
Das Retinaculum findet sich an der Hand und dem Fuß. In der Veterinäranatomie werden auch Haltebänder von Beugesehnen außerhalb des Handgelenks als Retinaculum flexorum bezeichnet.

## An der Hand
Das Band wird an der Hand auch als Ligamentum carpi transversum (von lateinisch ligamentum ‚Band‘, ‚Binde‘, transversus ‚quer‘ und altgriechisch Καρπός karpos, deutsch ‚Handwurzel‘) oder Karpalband bezeichnet –
Das Retinaculum flexorum stellt das Dach des Karpaltunnels dar und hält die Sehnen der Beugemuskeln (Beugesehnen) auch bei gebeugter Hand eng am Handgelenk. Es bildet dazu sechs Fächer für die Muskelsehnen aus. Durch eines der mittleren verläuft auch der Nervus medianus. Bei der operativen Behandlung des Karpaltunnelsyndroms wird das Retinaculum flexorum durchtrennt, um einer Kompression dieses Nervs im Sehnenfach entgegenzuwirken.
Sein Gegenstück zur Führung der Streckmuskulatur auf der Handrückenseite (dorsal) ist das Retinaculum extensorum.

## Am Fuß
Am Fuß lautet die komplette lateinische Bezeichnung Retinaculum musculorum flexorum pedis oder Ligamentum laciniatum (distaler Anteil). Es begrenzt am bzw. unter dem Innenknöchel den Tarsaltunnel.